# Salvador Correia de Sá, 5º visconde de Asseca
Salvador Correia de Sá Benevides Velasco da Câmara ou simplesmente Salvador Correia de Sá (Santos-o-Velho, Lisboa, 6 de março de 1760 - São Martinho, Sintra, 11 de agosto de 1817) sucedeu a seu tio paterno Martim Correia de Sá e Benevides Velasco no título de visconde de Asseca (com Grandeza), foi 7." almotacé-mor em sucessão de seu avô materno, Moço fidalgo com exercício (7 de agosto de 1768), veador da rainha D. Carlota Joaquina, comendador de São Julião de Cássia, de Santa Maria de Mesquitela, de São Salvador de Lagoa e de São Salvador de Riba Basto, todas na Ordem de Cristo. Deputado na Junta dos Três Estados, marechal de campo e tenente-general de exército.
O palácio onde residiam os Viscondes de Asseca ficava no sítio dos Marianos, na freguesia de Santos, em Lisboa.

## Dados genealógicos
Filho de:
- D. Luís José Correia de Sá Velasco e Benevides (Santos-o-Velho, Lisboa, 15 de outubro de 1698 - Santos-o-Velho, 1771?), militar e aristocrata colonial português, e de
- Francisca Joana Josefa da Câmara, filha de Lourenço Gonçalves da Câmara Coutinho, almotacé-mor do Reino, e de D. Leonor Josefa de Távora[4] (2 de fevereiro de 1711-?), dama do Paço,[5] por sua vez filha de D. Luís José de Almada, mestre sala da Casa Real.[6]

Casado a 1.ª vez com D. Helena Gertrudes José de Melo (15 de novembro de 1766 - 13 de junho de 1787), em sua casa de família em Lisboa, terceira filha dos 1.os marqueses de Sabugosa, e 7.os condes de São Lourenço, António Maria César de Melo Silva e Meneses e D. Joaquina Josefa Benta Maria de Meneses ou D. Joaquina José Benta Maria de Menezes, 2.ª filha de D. Pedro de Meneses e Noronha, 4.º marquês de Marialva.
Pais de:
- António Maria Correia de Sá e Benevides Velasco da Câmara (Santos-o-Velho, Lisboa, 28 de julho de 1786 - Lisboa, 5 de junho de 1844), 6.º visconde de Asseca (com Grandeza (6 de setembro de 1798)), Almotacé-Mor do Reino (17 de agosto de 1817)[9] casado a 10 de janeiro de 1818 com D. Rita de Castelo Branco (8 de Dezembro de 1790 - 10 de agosto de 1867), filha dos 1.os marqueses de Belas e 6.os condes de Pombeiro.[10]
- Luís Correia de Sá Benavides (26 de novembro de 1786).[11]

Casou a 2-ª vez, em casa do pai da noiva em Lisboa, a 13 de outubro de 1793, com Maria Benedita de São Paio Melo e Castro filha de António de São Paio Melo e Castro Moniz Torres de Lusignan, 1º conde de São Paio e D. Teresa Daun.
Pais de:
- Teresa Maria do Resgate Correia de Sá (3 de dezembro de 1794 - 13 de novembro de 1832),[13] que casou a 18 de Agosto de 1811 com António José de Melo Silva César e Meneses, 9.º conde de São Lourenço, mas que o deixou viúvo a 13 de novembro de 1832 e com descendência.[14] E este então decide casar uma segunda vez a 11 de abril de 1836 com uma outra sua irmã, de seu nome:
- D. Maria Vitoria do Resgate Correia de Sá (26 de dezembro de 1813 - 31 de agosto de 1870);[15] ambas suas primas.[16]
- José Maria Correia de Sá (Lisboa, 6 de maio de 1798 - ), gentil homem da camara do imperador D. Pedro II, súbito brasileiro. Casado no Rio de Janeiro com D. Leonor de Saldanha da Gama, filha dos 6.ºs condes da Ponte. Com geração.[17]
- Leonor Correia de Sá (Santos-o-Velho, Lisboa, 7 de Abril de 1779 - Santos-o-Velho, 6 de julho de 1836), tradutora, casada em São Martinho, Sintra, no dia 25 de junho de 1823, com Manuel Pais de Sande e Castro, moço fidalgo, 2º senhor de vila de Santo de Penodono.[18] Com descendência.[19]
- Maria Inês Correia de Sá e Benevides (20 de abril de 1800 . 15 de agosto de 1833) casada com D, Cristóvão Manuel de Vilhena, moço fidalgo, tenente de cavalaria.[20]
- Salvador Correia de Sá e Benevides (1 de outubro de 1801) casado em 1836 com D. Mariana Wilchman filha do general Wilchman.[21]
- Manuel Correia de Sá e Benevides (15 de dezembro de 1802 - 12 de março 1877), veador da infanta D. Maria e seu mordomo mor, gentil homem da câmara do rei D. Luís I, comendador da Ordem de Nossa Senhora de Vila Viçosa, grã-das ordens São Gregório Magno de Roma, e Carlos III de Espanha. Alferes de Cavalaria do Exército. Xasou a 2 de fevereiro de 1840 com D. Maria Amélia da Costa de Sousa Macedo. Com geração.[22]
- Francisco Correia de Sá e Benevides (6 de fevereiro de 1807). moço fidalgo. Em 1883 residia solteiro em França.[23]